# Rhodostrophia fuscata
Rhodostrophia fuscata är en fjärilsart som beskrevs av Brandt 1941. Rhodostrophia fuscata ingår i släktet Rhodostrophia och familjen mätare. Inga underarter finns listade.